# Campo Quijano
Campo Quijano est une ville du nord-ouest de l'Argentine située dans la province de Salta. Elle se trouve dans le département de Rosario de Lerma à une trentaine de kilomètres au sud-ouest de la ville de Salta.

## Situation
La ville se trouve sur le rebord occidental de la vallée de Lerma, sur la rive gauche du río Toro, un peu en aval du confluent du río Blanco. Elle représente l'accès le plus facile vers la Puna de la province, ce qui lui vaut le surnom de Portal de los Andes. Le train des nuages borde la ville, et un monument en l'honneur de l'ingénieur Richard Maury, constructeur de la voie ferrée, y a été élevé.

La ville est desservie par la route nationale 51 qui comme le train des nuages, parcourt la vallée du río Toro, dont la Quebrada del Toro, en direction de la Puna.

## Description
Les terres environnantes sont riches et fertiles grâce à l'humidité et aux précipitations abondantes liées aux vents venus du secteur nord-est, ce qui lui donne un climat subtropical dit de montagne. C'est le climat des yungas du nord-ouest argentin. La ville est ornée d'arbres autochtones tels le laurel (laurelia aromatica), le ceibo (erythrina crista-galli), le nogal créole (juglans australis) et le lapacho (tabebuia impetiginosa).

## Autre curiosité
- Le lac de Las Lomitas (niveau situé à 1485 mètres d'altitude), retenue artificielle créée au nord-est de la ville par détournement d'une petite partie du débit du río Toro.

## Population
Campo Quijano comptait 7 274 habitants en 2001, ce qui constituait une hausse de 42 % par rapport aux 5 125 résidents de 1991.

## Arbres autochtones ornant la ville

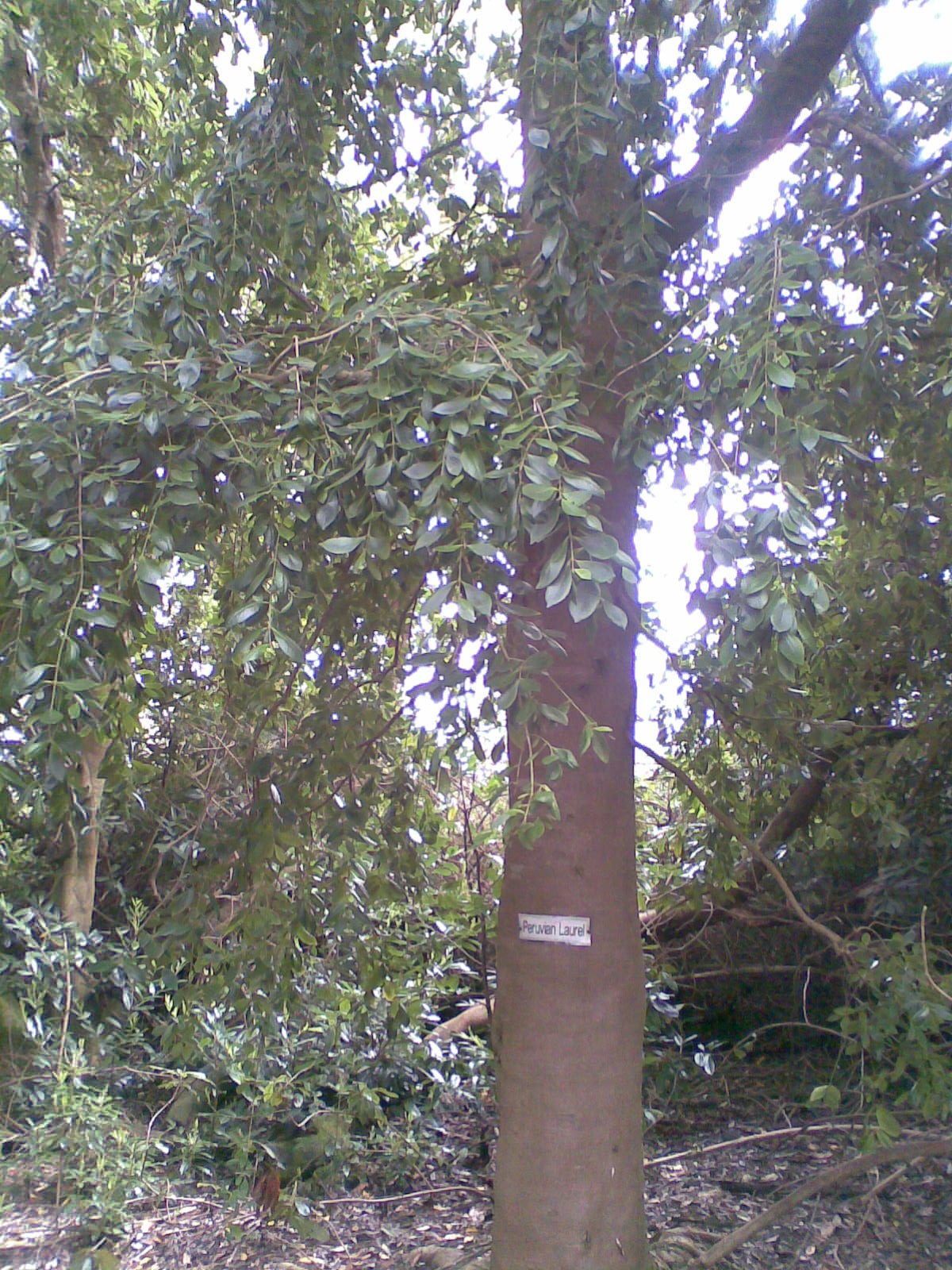
Laurel ou Laurelia sempervirens.
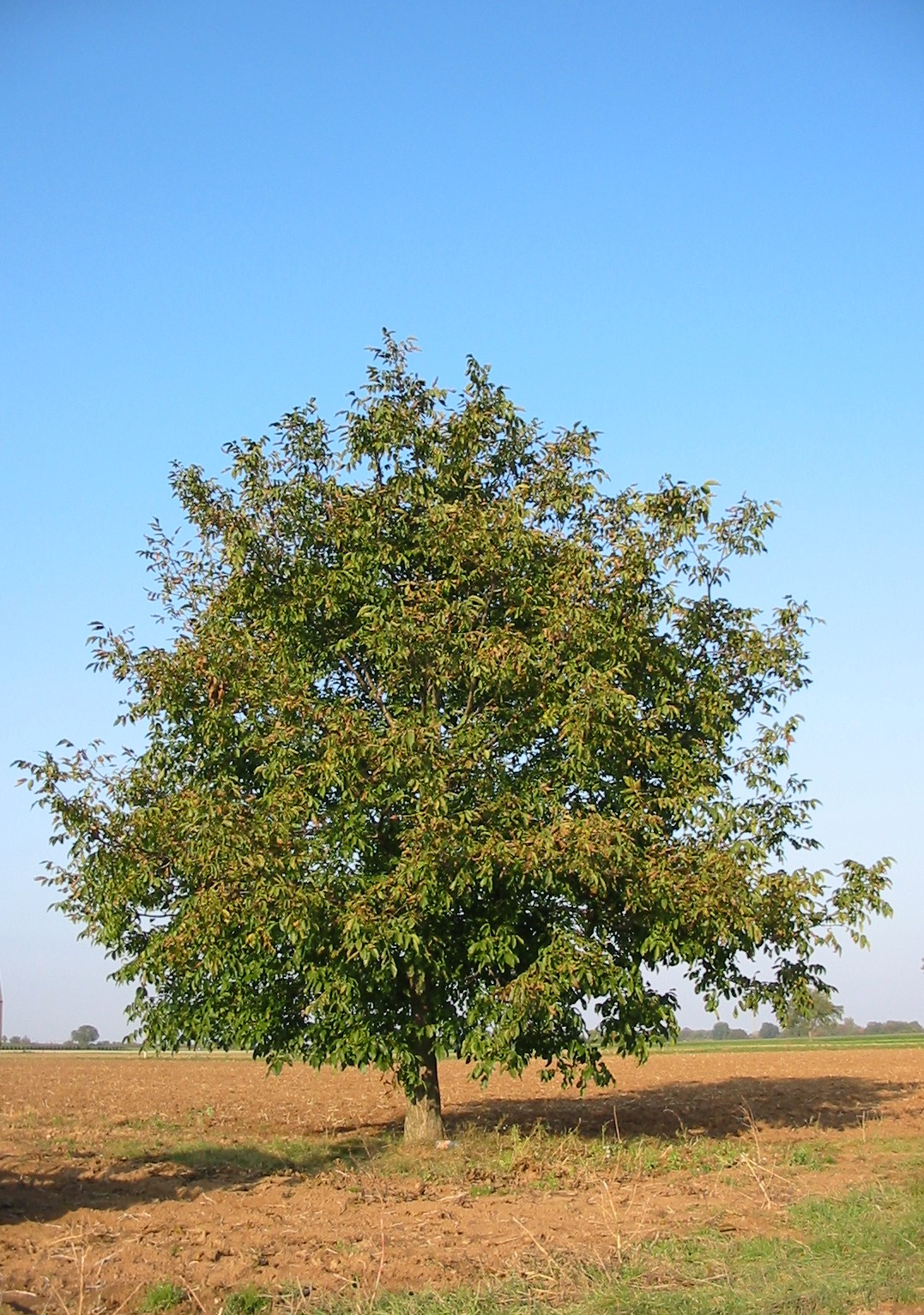
Nogal austral ou juglans australis.
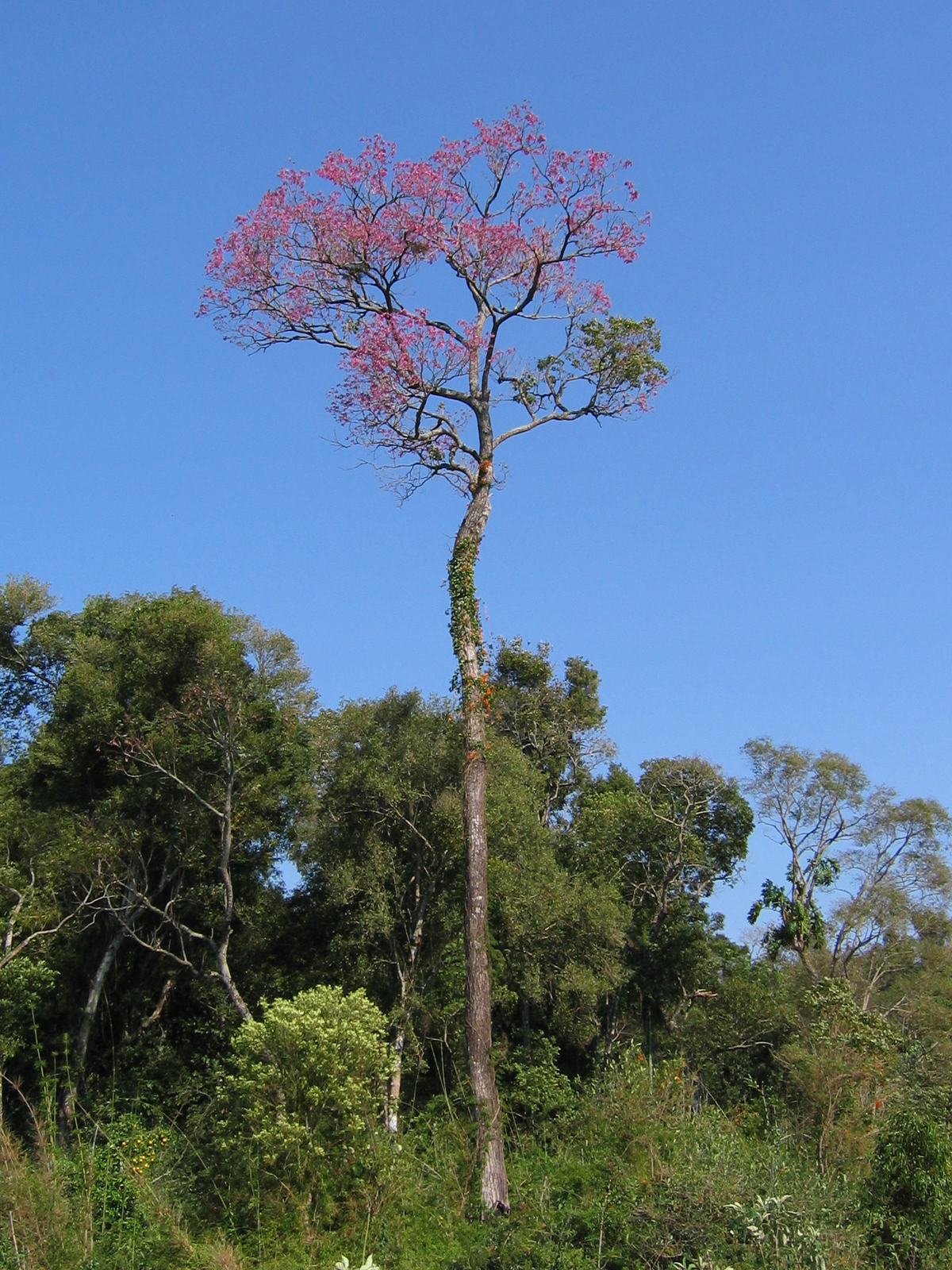
Lapacho rosado ou tabebuia impetiginosa